# José Refugio Salcido
José Refugio Salcido es una localidad del estado mexicano de Durango. Es parte del municipio de Durango.

## Demografía
| Gráfica de evolución demográfica |
|                                  |

| Censo | Población |
| ----- | --------- |
| 1900  | 12        |
| 1910  | 347       |
| 1921  | 104       |
| 1930  | 193       |
| 1940  | 510       |
| 1950  | 754       |
| 1960  | 748       |
| 1970  | 1 020     |
| 1980  | 1 227     |
| 1990  | 1 277     |
| 2000  | 1 069     |
| 2010  | 1 262     |
| 2020  | 1 514     |